# Werner Bächtold
Werner Bächtold (* 21. Oktober 1953, heimatberechtigt in Schleitheim SH) ist ein Schweizer Politiker (SP).

## Biografie
Bächtold ist von Beruf Primarlehrer. Er ist verheiratet und hat zwei Kinder. Wohnhaft ist er in Schaffhausen. Seit 2005 ist er im Schaffhauser Kantonsrat und seit 2009 Präsident der SP-/AL-Fraktion. Er ist Mitglied in diversen Organisationen wie z. B. dem VPOD oder dem WWF.
2012 kandidierte er nach 2009 bereits zum zweiten Mal für den Regierungsrat des Kantons Schaffhausen. Er erreichte zwar das absolute Mehr, hatte aber von allen die wenigsten Stimmen, weshalb er als überzählig ausschied.